# Dvärgyxne
Dvärgyxne eller ripört (Chamorchis alpina) är den minsta av Skandinaviens orkidéer, ofta endast hälften så hög som exemplaret på bilden och då med ännu smalare blad (1–2 mm breda). Alla bladen är samlade vid stjälkens bas; blomaxet är smalt och glest; blommans befruktningsdelar är ytterst små, knappt urskiljbara för blotta ögat. Kalkens övre, tillslutna blad är vitaktiga med grönaktig utsida och endast läppen något livligare gul, sporre saknas, och nektarn ligger obetäckt som ytterst små droppar utefter läppens mitt, i synnerhet i gropen vid dess bas. Pollinarierna har klibbskivorna inneslutna i var sin lilla bursicula. Denna pygméartade och enkelt organiserade orkidé finns endast i de högre fjälltrakterna, från Härjedalen och Gudbrandsdalen till Finnmarken; den bör sökas på torrare, gräsbevuxna backar och sluttningar. Dess blomning infaller sent (juli, augusti).

## Externa länkar

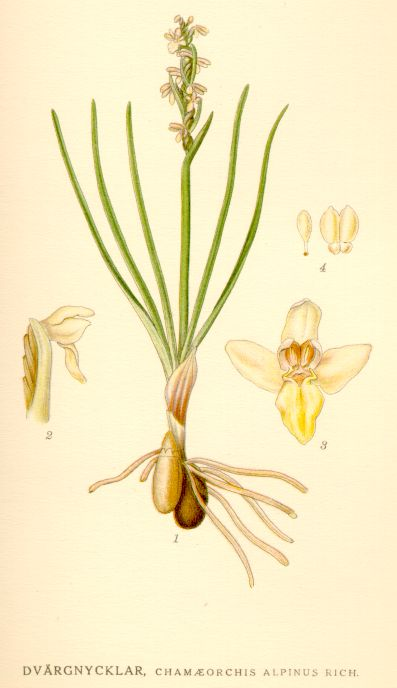
Dvärgyxne